# Viry-Châtillon
Viry-Châtillon – miejscowość i gmina we Francji, w regionie Île-de-France, w departamencie Essonne. Przez miejscowość przepływa Sekwana.
Według danych na rok 1990 gminę zamieszkiwało 30 580 osób, a gęstość zaludnienia wynosiła 5038 osób/km² (wśród 1287 gmin regionu Île-de-France Viry-Châtillon plasuje się na 76. miejscu pod względem liczby ludności, natomiast pod względem powierzchni na miejscu 607.).